# Muladi
Het woord muladi (in het Spaans: muladí, muladíes in het meervoud) komt van het Arabische مولّد, muwallad, wat betekent: aangepast of gemengd ras. De term heeft twee nauwe betekenissen die de identiteit definiëren van een niet-Arabische maar vaak Europese persoon die zich bekeerde tot de islam ten tijde van Al-Andalus.

## Definities
Deze term werd in Spanje gebruikt in twee betekenissen:
1. Een christen die het christendom verliet, zich daarbij bekeerde tot de islam en onder moslims leefde. Het verschil met een Mozaraab was dat deze laatste zijn christelijke religie behield in gebieden onder moslimoverheersing.
2. Een moslimzoon van een gemengd christen-moslimkoppel.

De muladíes (zoals de Banu Qasi) verschenen in de 8e en 9e eeuw in Spanje. In de 9e eeuw werd het bewind van Abd al-Rahman II met name gekenmerkt door een decreet van afvalligheid m.b.t. christenen geboren uit gemengde stellen. Er waren talrijke bekeringen, zodat het grootste deel van de bevolking van Al-Andalus in de tiende eeuw muladi was, hetgeen de golf van martelaren in Córdoba veroorzaakte, evenals belangrijke opstanden die tot afscheiding van het emiraat leidden.
Sommige muladíes werden als rebellen beroemd, zoals Omar ibn Hafsun, geboren in Ronda uit een oorspronkelijk Visigotische familie die zich tot de islam had bekeerd. Vanaf 886 slaagde hij erin een belangrijk gebied van Andalusië politiek te beheersen en bekeerde hij zich vervolgens in 899 tot het christendom. Hij installeerde een christelijke bisschop in Bobastro en bedreigde Cordoba. Hij werd echter in september 917 verslagen door de emir van Córdoba, Abd-ar-Rahman III, die alle gebieden in 928 heroverde. Gesterkt door het prestige van deze overwinning, verklaarde Abd-ar-Rahman III zich in 929 tot onafhankelijk Omajjaden kalief, dus los van het Kalifaat van de Abbasiden in Bagdad